# Eric Langert
Eric Susanna Langert, uttal (fil) född 5 november 1956, är en svensk scenograf, skulptör och formgivare.
Eric Langert utbildade sig på Konstindustriskolan i Göteborg 1975–1976.

## Offentliga verk i urval
- Mur på Kvilletorget i Göteborg, betong, tegel och smidesjärn
- Fris, betong och trä, 2001, Önnerödsskolan i Landvetter
- Krokodiltårar, fontän i gummidäck, 2006, utanför Trelleborgs museum
- Fru Krokodil, gummidäck, 2010, Stadsparken i Katrineholm
- Allt är möjligt, installation, Skulptur i Pilane 2011, permanent installerad på Restad gård i Vänersborg
- Gestaltning av lekplats på Trädgårdsföreningen i Göteborg.

## Fotogalleri

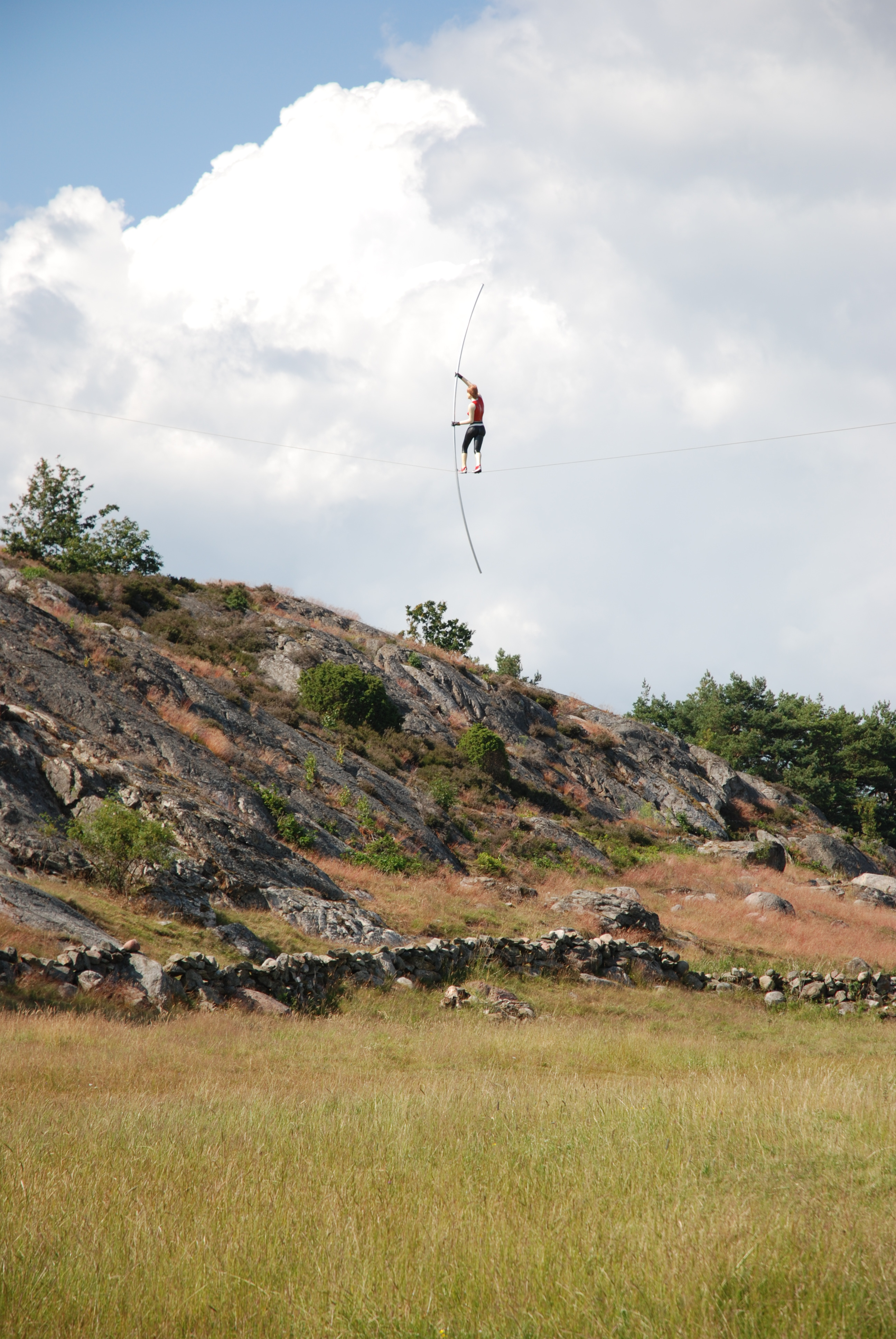
Allt är möjligt, Skulptur i Pilane 2011.
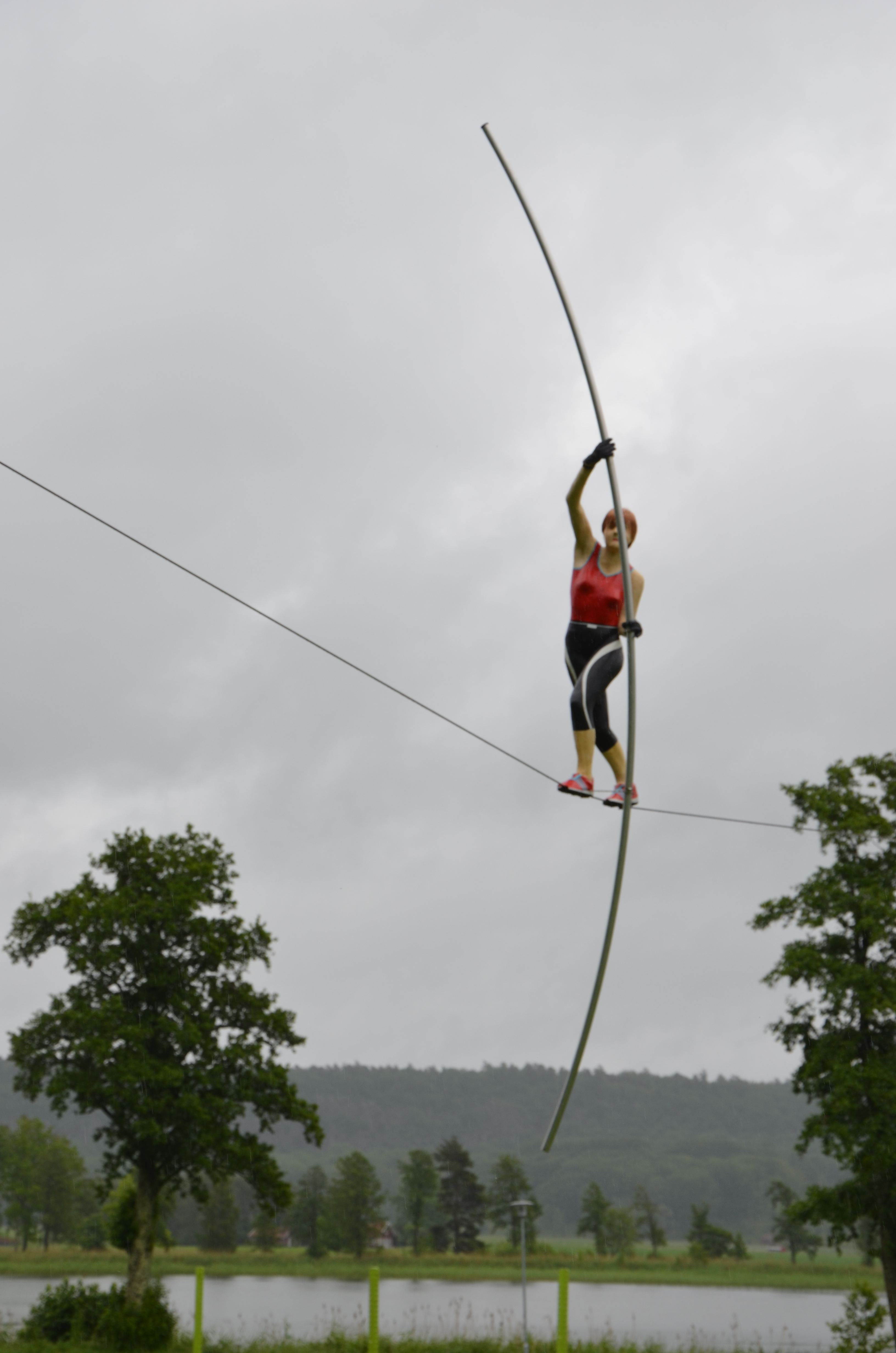
Allt är möjligt, detalj.
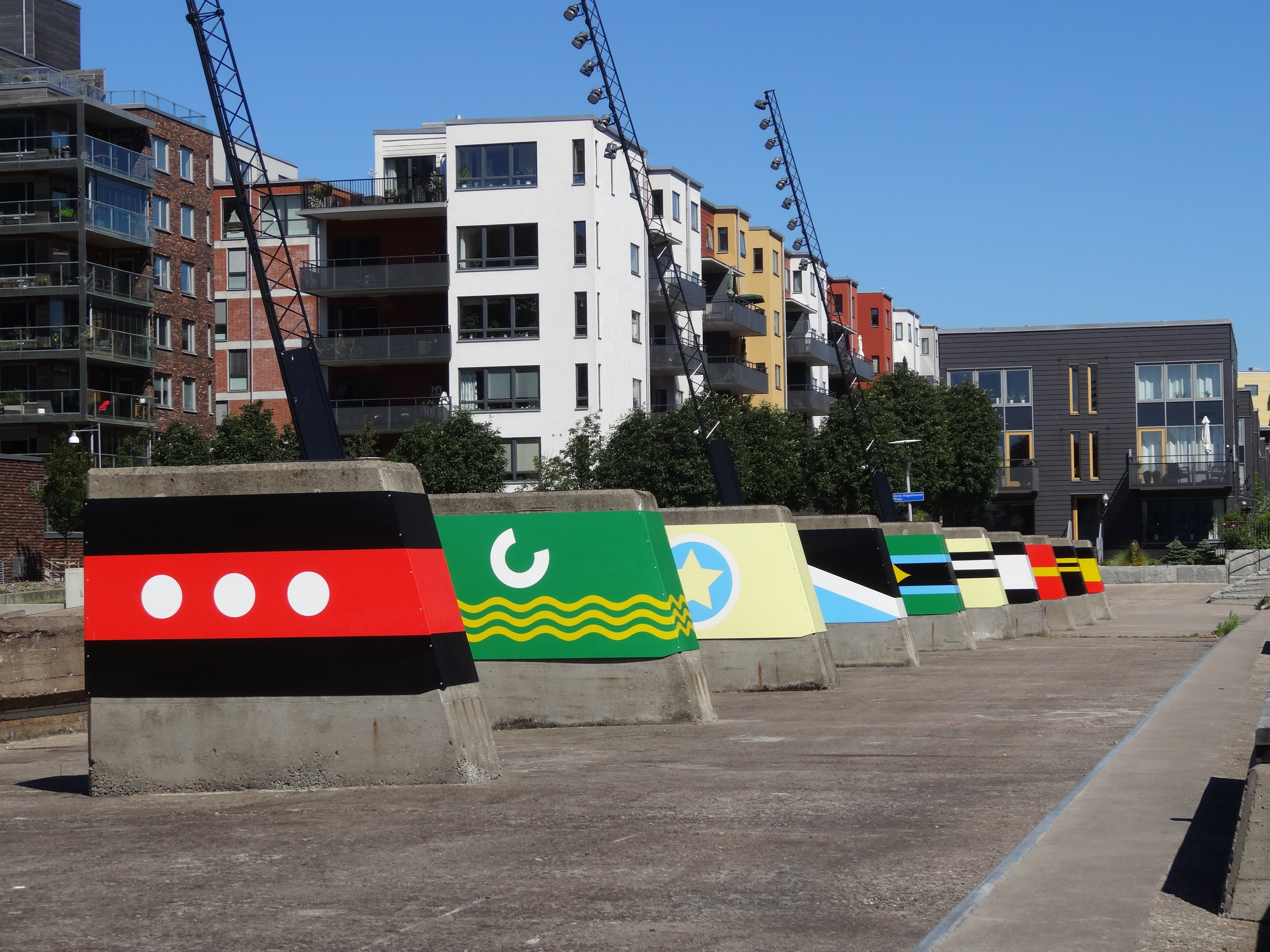
Konstverket Blue Peter
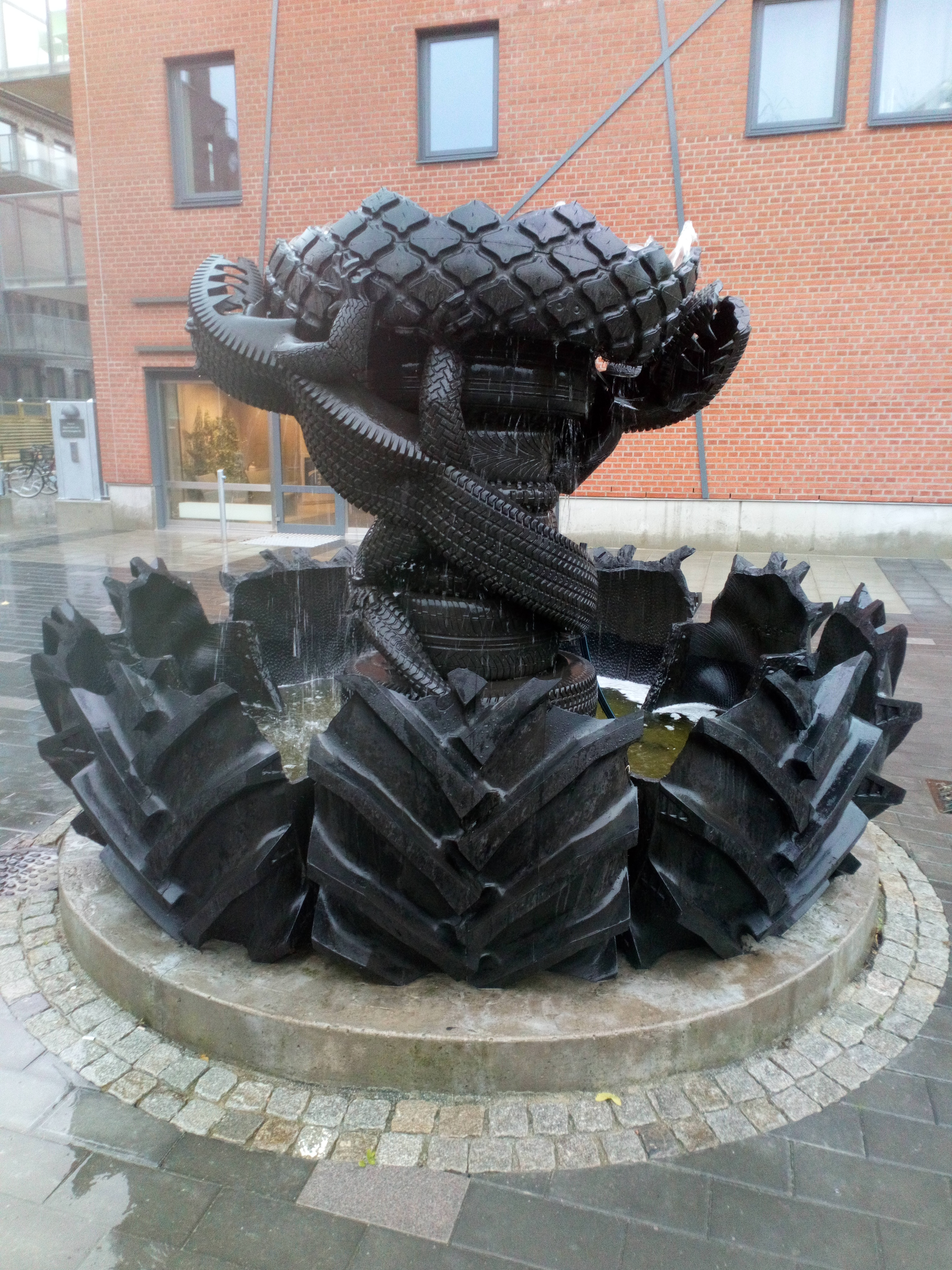
Krokodiltårar i Trelleborg